# مهرجان الربيع في حماة

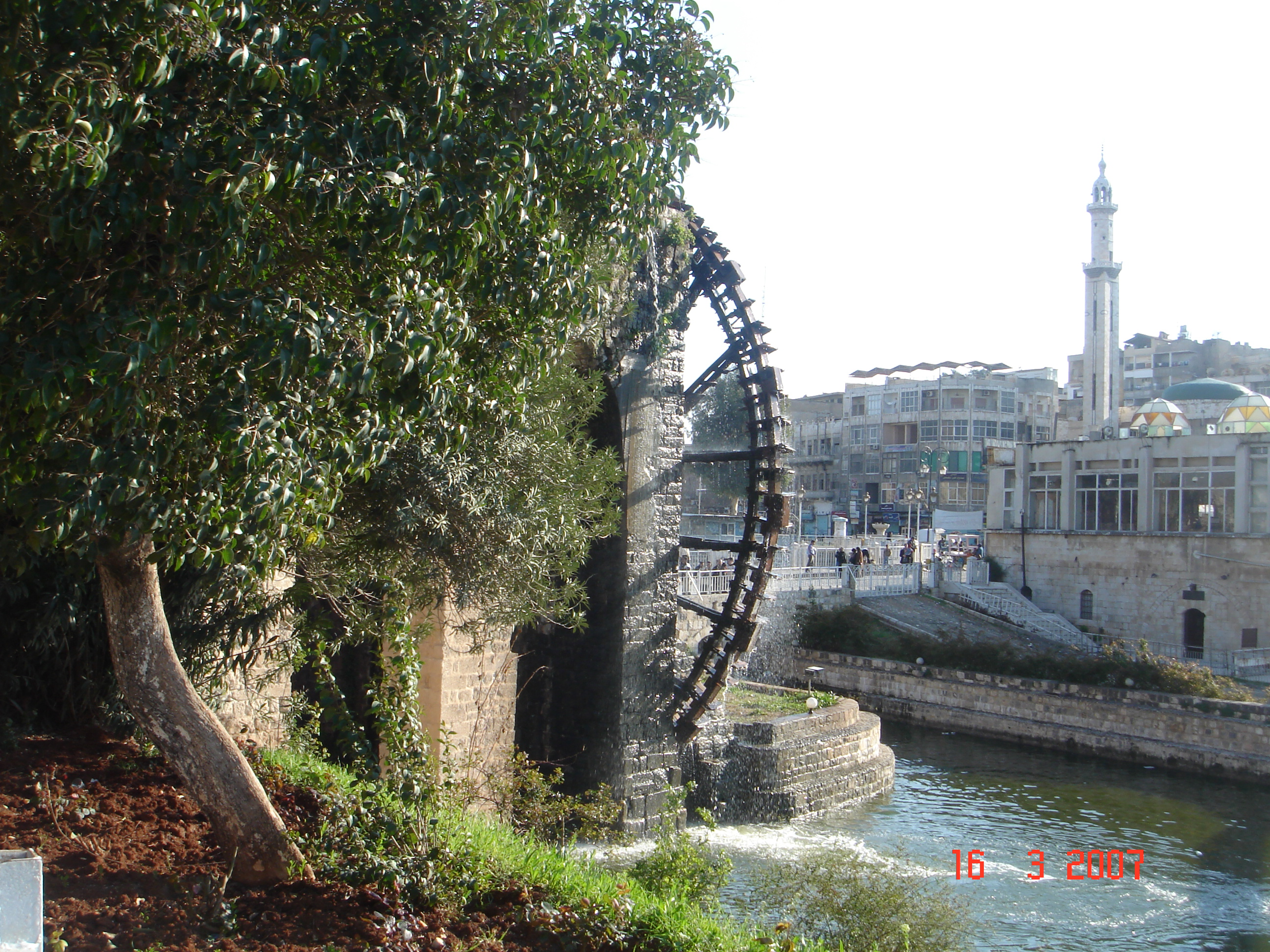
النواعير على نهر العاصي

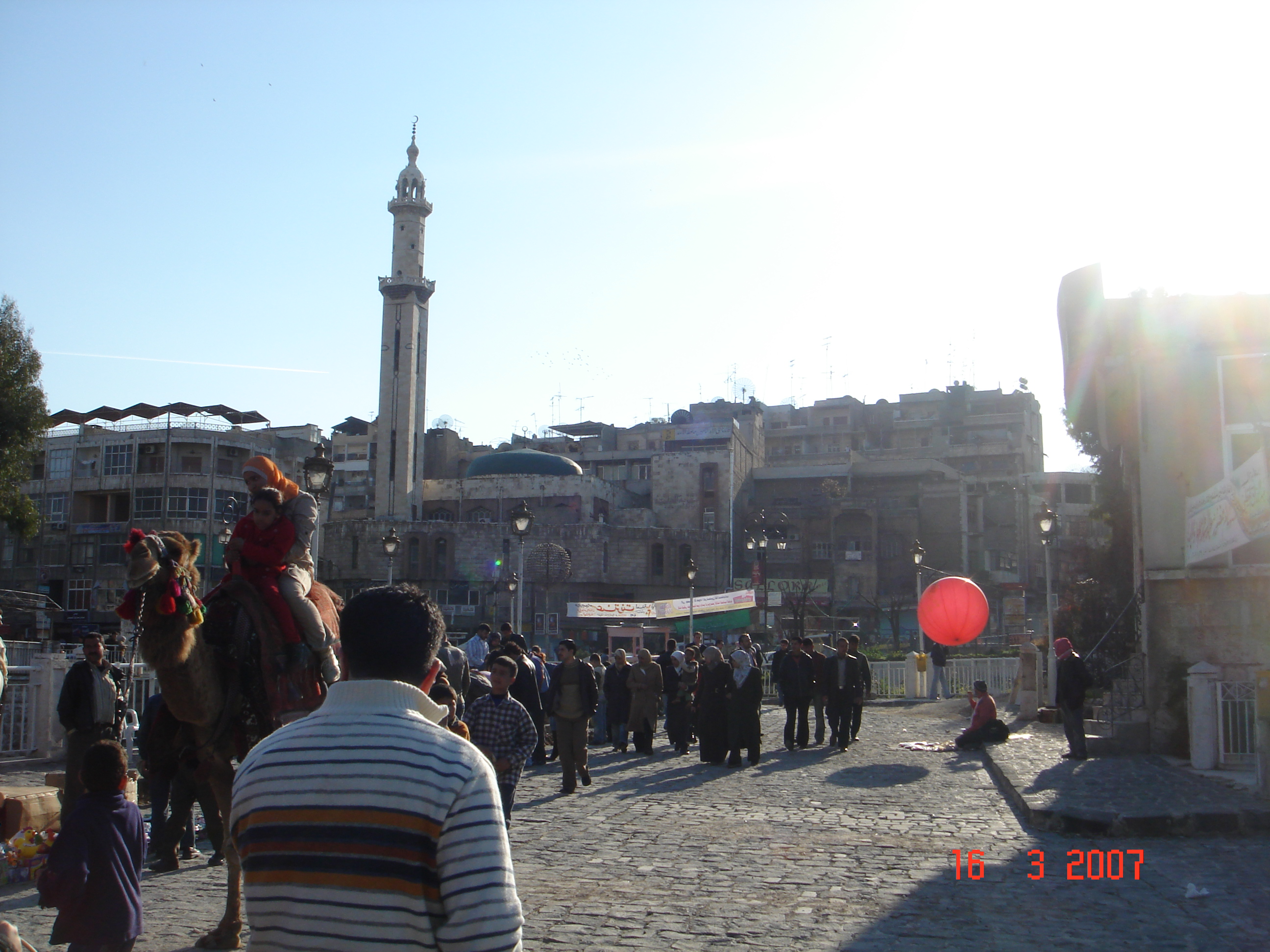
أهل المهرجان في المدينة

احتفلت مدينة حماة بمهرجان ربيعها العاشر من 18 أبريل وحتى 3 مايو 2007

## بدايات المهرجان
تاريخ مهرجان الربيع في مدينة حماة السورية، حيث أحيت المدينة الاحتفال بالربيع عام 1935 وذلك أيام الاحتلال الفرنسي على يد  حزب الكتلة الوطنية على أنه يمثل التعبير عن الوحدة الوطنية ففيه يلتقي أبناء الوطن في أجواء احتفالية تسودها قيم المحبة والتعاون والوفاء ينصبون الخيام ويقيمون الأفراح ويسيرون المواكب في جمبع أحياء حماة وعلى حد تعبير المحافظ : كان لكل حي خيمة تنصب بجوار القلعة لتلقي التهاني من الوفود القادمة من أنحاء المدينة وجوارها وبقية المدن السورية ومن خارج سوريا. أيضاً حكماء القوم وعقلاؤهم وكبارهم يتقدمون الجموع وهي تجوب شوارع المدينة الفرحة تعلو الوجوه وتملأ القلوب الفرق الصوفية تعرض أناشيدها ومواجدها هنا وهناك سباق للخيل رقصات ودبكات وملامح رائعة تعكس الصورة الأجمل لشعب عريق متمسك بجذوره الضاربة في أعماق الأعماق وبوحدته الوطنية العظيمة وصموده في وجه كل من يحاول المساس بها.
عام 1939 وبسبب الحرب العالمية الثانية توقف الاحتفال بهذا العيد. وقد تكررت المحاولة فيما بعد أيضا أيام الوحدة السورية المصرية.

## حماة المدينة
تعتبر مدينة حماة من أجمل المدن السورية حيث تقع هذه المدينة على ضفاف نهر العاصي الذي يخترقها ويقسمها إلى قسمين. وهي مدينة جميلة بطبيعتها الغنية ونواعيرها الشهيرة التي تتميز بصوتها الشجي وبحركتها الدائرية المستمرة والتي كانت ترفع الماء لري الأراضي الزراعية. وقد اعتادت هذه المدينة كل عام تقريبا على أن تحتفل بمهرجان الربيع وفي عام 2007 كان الموسم العاشر لهذا المهرجان.
ولكن في عام 2007م شهدت فعاليات المهرجان تطورا ملحوظا وخاصة في حفل الافتتاح من ناحية الفقرات الشعبية والفلكلورية التي تعبر عن تاريخ المدينة العريق وتاريخ شعبها ومن ناحية العروض الفلكلورية والرقصات الشعبية الجميلة حيث شاركت في هذه العروض عدة فرق من مختلف المحافظات السورية.
وتحول هذا المهرجان إلى مهرجان سياحة وتسوق حيث تنتشر المحال والدكاكين المؤقتة في محيط قلعة حماة وتؤجر المحافظة هذه المحلات إلى تجار وأصحاب أعمال في حماة وتعرض البضائع والمصنوعات السورية من كل نوع وصناعات محافظة حماة ويزداد المهرجان تألقآ في مدينة تغني بها النواعير لحن عذب، وفعاليات كثيرة تقام على هامش المهرجان (مهرجان الربيع والتسوق والسياحة) وتقام العديد من الانشطة التراثية والفلكلورية وألعاب الأطفال والمسابقات الثقافية والترفيهيه والسياحية ويقدم العديد من الجوائز.

## المهرجان حديثا
ويحظى حفل الافتتاح بتغطية إعلامية كبيرة من قبل وسائل الإعلام السورية وبحضور رسمي وجماهيري كبير. وقد بدأ المهرجان حديثا عام 1997 وامتد دوريا في بداية شهر أيار من كل عام ويستمر لمدة اسبوعين.

## أهداف المهرجان
1. تعزيز الحركة الثقافية حيث بتعرف الزائر على تاريخ المدينة وإرثها الحضاري.
2. يساعد ذلك على زيادة الحركة السياحية والتجارية (السياحة والبيع والشراء) بما يحقق نموا اقتصاديا في المدينة.
3. زيادة واضحة في اعداد السياح القادمين إلى حماة بشكل خاص وتنشيط للسياحة السورية بشكل عام.

## إنظر أيضاً
- حماة
- نواعير حماة

## روابط خارجية
الموقع الرسمي لمحافظة حماة